# Catalaunum
Catalaunum est un ancien lieu d'habitat gaulois  puis gallo-romain situé dans la Marne à l'emplacement de l'actuelle Châlons-en-Champagne.

## Avant l'arrivée des Romains
Les villes du peuple gaulois des Catalaunes étaient installés sur l'enceinte défensive du Camp romain de La Cheppe, dit Camp d'Attila, à seize kilomètres au nord-est de Châlons.

## Catalaunum, une cité romaine
Catalaunum (ou Cathalaunum ou encore Civitas catuuellaunorum) était une des stations Durocatalaunos source du voyage d'Antonin (n° vers 361). Des tombes furent découvertes en 1891, en creusant les fondations des nouveaux bâtiments du collège Saint-Étienne à l'emplacement du vieil Évêché. À 4 mètres de profondeur, les ouvriers découvrirent des vestiges de monument avec les inscriptions suivantes : Fur(ius) Antoninus cir(citor) n(umeri) Dal(matarum) vixit preuves du passage d'Antonin. (source abbé Puiseux).

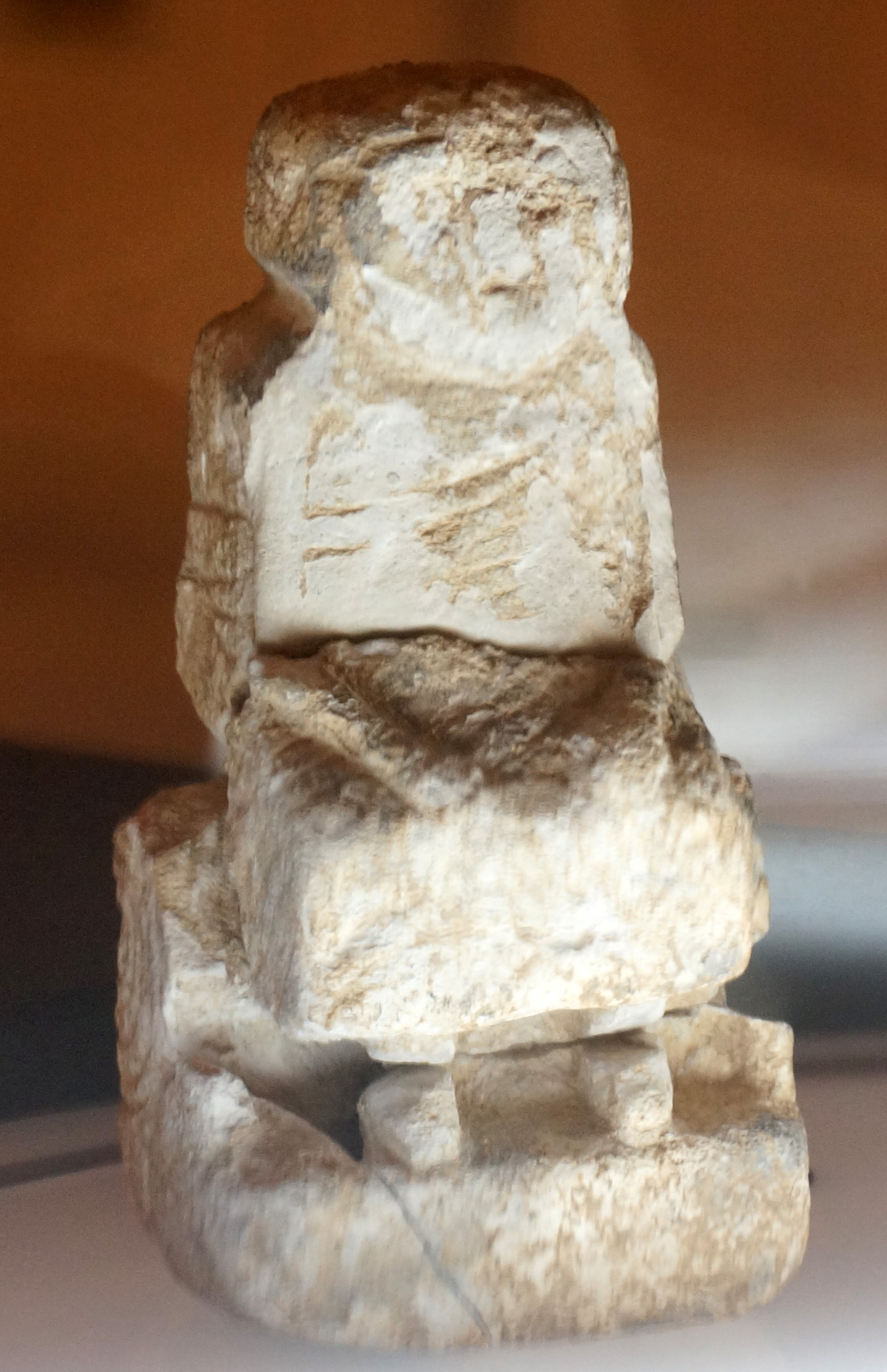
Divinité gauloise, statuette en calcaire du Ier siècle.

Point stratégique situé à la rencontre de plusieurs bras de la Marne (rivière facile à traverser) et de la Via Agrippa menant de Lyon à Boulogne construite vers 10 av. J.-C.. Mais rien ne permet de dater les débuts des travaux aux abords de la ville actuelle. En revanche, l’artère principale du centre historique repose sur son tracé.
Les Romains menacés sur leurs frontières créèrent le site de Châlons en tant que chef-lieu d’une civitas. Elle était rattachée à la province de Gaule belgique dont la capitale était Durocortorum (Reims).

## Bataille des Champs catalauniques de 274
La première bataille des champs Catalauniques (274), dite bataille de Châlons, opposa les forces romaines de l'empereur Aurélien contre celles de l'empereur des Gaules Tetricus. La victoire d'Aurélien entraîna le retour définitif à Rome de la Gaule.

## Arrivée et diffusion du christianisme
Faute de sources fiables, il est aussi difficile de retracer l’époque gallo-romaine que la période de la première évangélisation ; néanmoins les historiens s’accordent à voir en saint Memmie (320-340) le missionnaire de la région et le premier évêque de la Civitas Catalaunorum. Ainsi la création du diocèse de Châlons suivit-elle la paix religieuse de Constantin. La ville survécut à l’effondrement du monde romain grâce à ses évêques. 

## Bataille des Champs catalauniques de 451
En 451 eut lieu la deuxième bataille des champs Catalauniques qui vit s'opposer Aetius et son armée romano-franque, et Attila roi des Huns. Cette bataille marque le coup d'arrêt de l'invasion de la Gaule par les hordes hunniques.

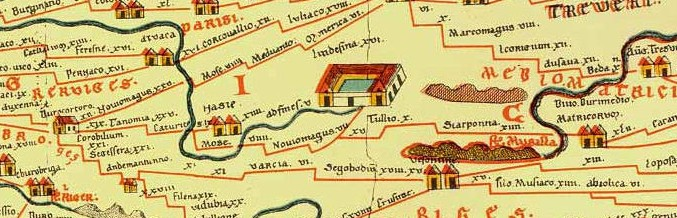
Sur la Marne entre Durocororum et Tullum.

## Une localisation incertaine des Champs Catalauniques
La localisation des Champs Catalauniques a été recherchée :
- Au nord-est de Châlons (La Cheppe). Pour d'autres chercheurs européens, le champ de bataille serait situé à une douzaine de kilomètres au nord-est de Châlons-en-Champagne, dans la commune de La Cheppe[5]. On y trouve une vaste enceinte protohistorique dite « camp d'Attila », datant du Ier siècle av. J.-C., située sur les bords de la Noblette, vestige d'un oppidum gaulois occupé ensuite par les Romains. Cette place forte de forme elliptique comprenait des remparts en terre, hauts d'environ sept mètres, entourés de fossés ; de nos jours la végétation l'entoure d'une épaisse barrière d'arbres. La voie romaine passant à proximité, et la vaste plaine qui la jouxte permettent d'envisager qu'une bataille s'y soit déroulée. Toutefois, ce camp ne fut désigné comme « camp d'Attila », qu'à partir du XVIIe siècle. Napoléon III, fasciné par l'histoire, y fit lancer des fouilles, mais sans résultat. Une autre série de fouilles (à la fin du XIXe siècle) permit de mettre au jour des céramiques, des colliers en bronze et diverses pièces en fer forgé (conservés au musée de Saint-Germain-en-Laye). Les fouilles s'étendirent jusqu'aux tumulus de Bussy-le-Château en remontant la Noblette.

C'est aussi dans cette quête que fut recherché le tombeau de Théodoric (Poix) dans les tumulus autour de Chalons.
- Dans les environs de Troyes.